# کوتاه مثل زندگی
کوتاه مثل زندگی فیلمی به کارگردانی و نویسندگی شهره سلطانی و تهیه کنندگی مهران مهام محصول سال ۱۳۹۵ است.

## خلاصه داستان
از ازدواج سامان و لیلا ۵ سال می‌گذرد که به‌دلیل شرایط اقتصادی زندگی‌شان به مشکل می‌خورد. سامان روز تولد لیلا را به یاد ندارد و با بازگشت سولماز دوست مشترک آنها که پس از مدتها به خانه آنها آمده با دردسرها و مشکلات جدیدتری روبرو می‌شود.

## بازیگران
- لیلا بلوکات
- مارال فرجاد
- لیلا برخورداری
- ایمان صفا
- بهروز پناهنده
- ایرج تدین